# Mode Gakuen Spiral Towers
Il Mode Gakuen Spiral Towers (モード学園スパイラルタワーズ?, Mōdo Gakuen supairaru tawāzu) è un grattacielo situato nel quartiere Kamakura di Nagoya, Aichi, in Giappone. All'interno della struttura, alta 170 metri, hanno sede tre scuole professionali: la Mode Gakuen specializzata nel settore della moda, la HAL in quello dell'infografica e design e la ISEN nel supporto medico. La sua costruzione iniziò nel 2005 e terminò nel 2008.

## Concetto
All'interno della struttura sono presenti tre scuole professionali: la Mode Gakuen specializzata nel settore della moda, la HAL in quello dell'infografica e design e la ISEN nel supporto medico. Ci riferisce all'edificio con il termine plurale Towers poiché esse sono situate in tre ali differenti e separate che ruotano attorno al nucleo centrale della struttura, assumendo una forma affusolata e allungata verso l'alto e dando all'intero edificio la sua caratteristica forma a spirale. Tale aspetto è stato pensato per favorire la creatività degli studenti e riflette inoltre la personalità di questi ultimi i quali "ruotano" attorno allo stesso obiettivo fino a raggiungere il cielo, metafora del mondo reale al di fuori della scuola.

## Caratteristiche

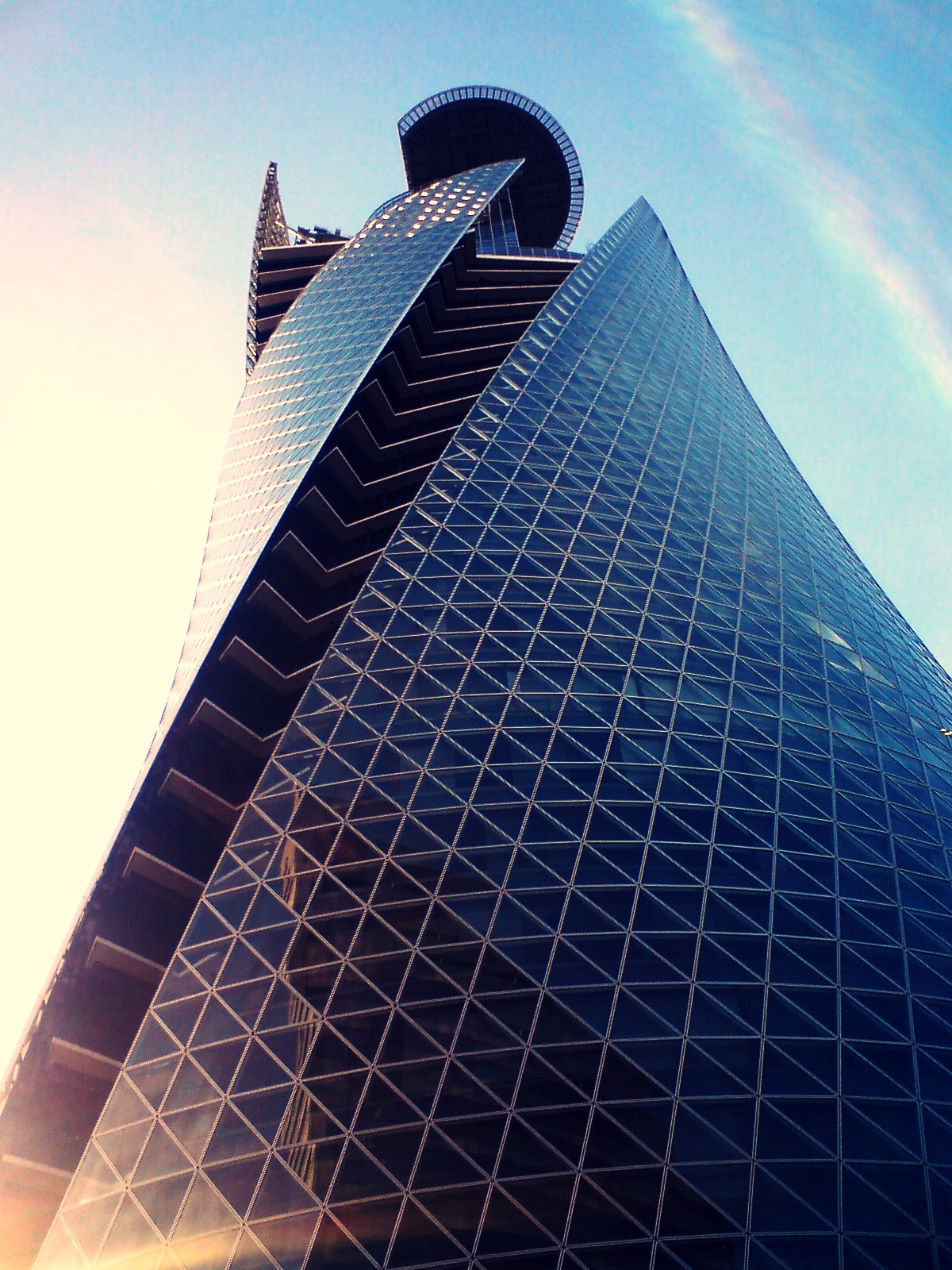
Visuale dal basso della struttura

L'edificio è alto 170 metri e dispone di 36 piani, più 3 piani sotterranei. Le tre ali dell'edificio, grazie alla forma elicoidale, offrono un differente punto di vista a seconda dell'angolazione, dando alla struttura un'immagine dinamica ed elegante. A causa della sua forma irregolare, le aule delle scuole diventano sempre più piccole man mano che ci si avvicina alla vetta. Alla base del grattacielo è presente un giardino interrato, che collega i piani sotterranei al quelli di superficie. Il progetto è stato pensato in modo da ottimizzare la rete pedonale e gli spazi intorno alla zona della stazione di Nagoya. Le strade adiacenti sono per questo motivo caratterizzate dalla presenza di aree verdi e marciapiedi allargati. Inoltre l'edificio dispone di una caffetteria e di negozi specializzati nella vendita al dettaglio a disposizione degli 8 000 studenti che frequentano le tre scuole.
L'edificio è stato progettato in modo da resistere ai forti venti e ai terremoti ed è quindi dotato di una struttura antisismica caratterizzata da un pilastro centrale rigido di forma cilindrica, a cui sono collegati sistemi antivibranti che assorbono efficientemente l'energia sismica mediante smorzatori a fluido viscoso installati in ventisei punti, oltre a uno smorzatore a massa situato sul tetto. Secondo i progettisti questo sistema è in grado di ridurre le deformazioni causate da terremoti del 20%.
La struttura è caratterizzata da varie implementazioni di natura ecologica quale un sistema di finestre a doppia vetrata utile a ridurre i carichi termici creati dal Sole intorno alla zona perimetrale dell'edificio, un sistema di ventilazione naturale e un sistema di teleriscaldamento il cui edificio principale è situato sul lato est della vicina stazione di Nagoya. Inoltre è presente un impianto di raffreddamento con centrale di trattamento dell'aria esterna a risparmio energetico, apparecchiature ad alta efficienza di illuminazione e un serbatoio di acqua piovana che si trova all'interno di un pozzo sotterraneo utile a ridurre l'impatto delle piogge torrenziali sul sistema fognario.